# Перстень

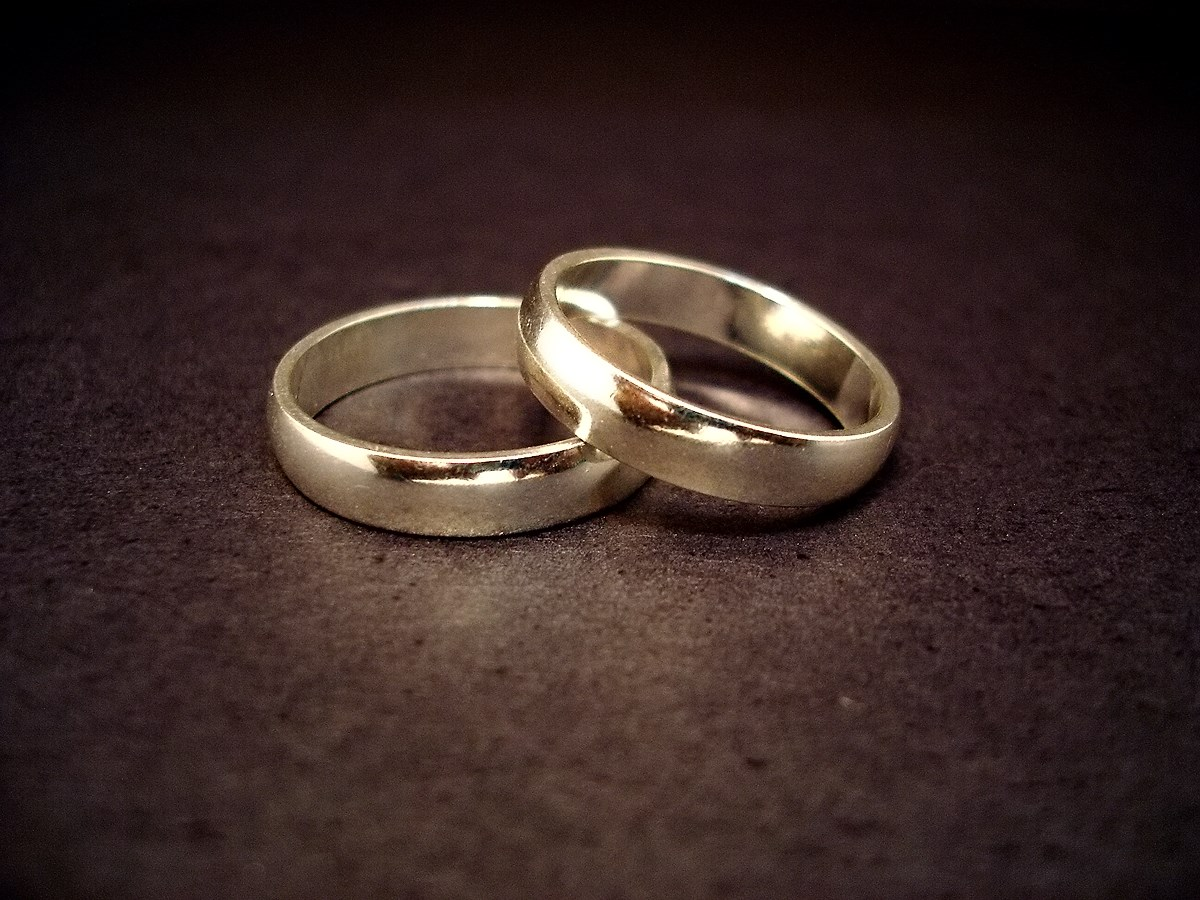
Обручки

Пе́рстень (д.-рус. пьрстьнь, прасл. *pьr̥stьnь, від *pьr̥stъ — «палець»), також каблу́чка (від прасл. *ka + *ob + *lǫkti — «обкручене», «обгорнуте») — кільце з дорогого металу (золота, срібла і т. ін.), часто оздоблене каменем, що його носять на пальці як прикрасу. Як правило, персні носили на пальцях руки, рідше ноги (здебільшого в Азії). Типовий перстень — звичайне металеве кільце. Проста геометрична форма кільця, яка не має ні початку, ні кінця, символізує вічність життя. Шлюбний перстень ще називають обручкою.
Часом перстень прикрашений дорогоцінними каменями. Перстені носять як чоловіки, так і жінки. Зазвичай, хлопець дарує дівчині перстень на заручини. Персні, що надягаються подружньою парою під час ритуалу одруження, символізують зв'язок, союз чи обітницю. Християнські священнослужителі носять перстень, що символізує не тільки шлюб із Христом, а й духовні обов'язки. Є й інші випадки, коли перстень виконює роль знаку належності до певного професійного кола. Так у Північній Америці, титанові каблучки одягаються на мізинець випускникам інженерних шкіл.

## Шлюбні персні

### Заручальні
Заручальний перстень жених дарує нареченій під час заручин, він слугує символом шлюбної пропозиції.

## Український перстень
В Україні персні носили частіше чоловіки, ніж жінки. Особливою оригінальністю відзначався один із видів гуцульського персня, який являв собою звичайну каблучку середньої товщини з приробленими на ній трьома пірамідальними шипами. Такий перстень є пережитком бойового персня, який на поч. 20 ст. носили ще хевсури на Кавказі і який є холодною зброєю. За козацьких часів, козацька старшина носила персні з власною печаткою-гербом (сигнети). Жіночі персні були виготовлені з того самого матеріалу, що і каблучки. На щитку персня було витиснуто щось наподобі серця або вставлене кольорове скло. У гуцулів персні були власного виробу і були оздоблені оригінальною орнаментацією, а також вставленими в мідь пацьорками або прикрашені інкрустацією з кольорової пасти наподобі поливи.
Каблучки були фабричного виробу найчастіше у формі звичайного шлюбного персня, з білого чи жовтого сплаву, рідко срібні. Наприкінці XIX — початку XX століття в Україні були поширені каблучки від святої Варвари, що їх завжди привозили в дарунок з Києва.

## Символізм каблучок у різних культурах

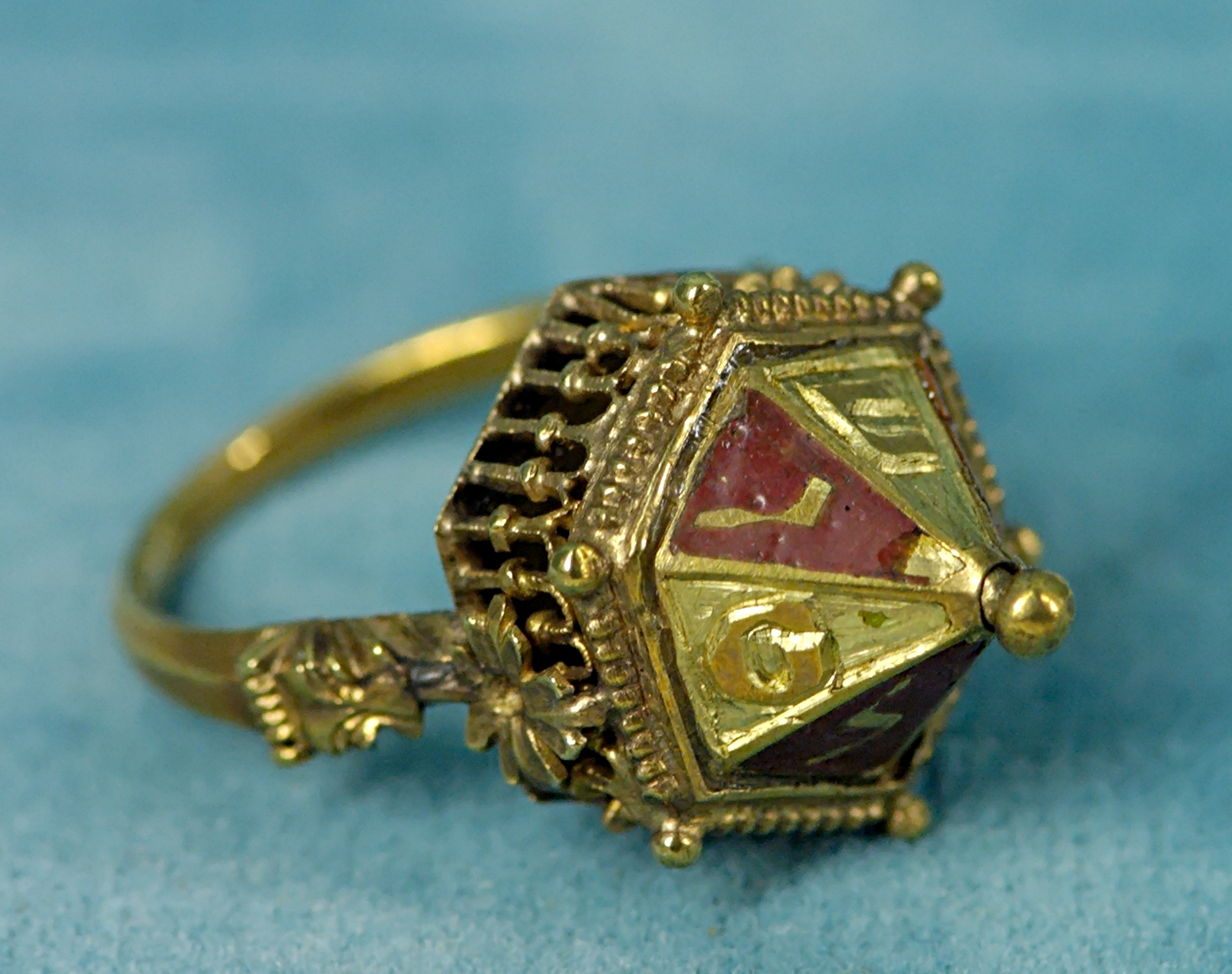
Єврейська весільна обручка

- У Стародавньому Єгипті каблучка, як знак вічності, має схожість з викладеним у вигляді кола поворозка, кінці якого зав'язані у вузол. Часто цей символ присутній у зображеннях богів; так, наприклад, у храмі Гора в Едфу сокіл, що здіймається вгору, тримає у своїх пазурах цей символ вічності. Здатність каблучки попереджувати біду слугувала фараонові захистом. Імена єгипетських правителів на письмі оточували царською каблучкою, так званим картушем. Звичайні люди використовували вузликові амулети у вигляді обручок, — вони мали захищати їх від хвороб та інших негараздів.

- У Китаї коло вважається основою світового порядку. Каблучка є символом вічності, а також гідності та влади. Ціла каблучка означає прихильність імператора, розімкнена — гнів на його підлеглих. У стародавньому Китаї існував звичай надсилати одну з таких каблучок тим, хто знаходився у засланні за якусь провину. Коли вона була цілою, значить, імператор збирався повернути цю людину на державну посаду, зберігаючи його репутацію і не принижуючи його чину. У разі, якщо каблучка була розімкнена, це означало, що людину назавжди усували від участі у державних справах.

- В індуїзмі бог Шива, оточений вогняним колом, виконує свій космічний танок, що втілює життєвий цикл як окремої істоти, родини, планети, так і цілого всесвіту. Це — круговий танок природи у довічному процесі творення та руйнування. Разом з тим, світло, що випромінюється колом вогню, символізує одвічну, глибинну мудрість.

- У стародавніх греків та римлян металеві каблучки означали авторитет та повагу: їх дозволялося носити тільки дуже гідним людям. А ось для жерців Юпітера обов'язковим елементом вбрання були золоті персні. Ймовірно, звідси походять єпископські каблучки, що означають приналежність до божественного служіння. У грецькому міфі про Прометея Геракл з дозволу Зевса вивільнює прикованого титана від пут, однак на руці Прометея лишається залізна каблучка з уламком скелі Кавказу. Від того часу Прометей змушений був носити цю каблучка як знак підлеглості громовержцеві.

- У скандинавській міфології з каблучками пов'язані гноми та карлики, котрі ревно стережуть їх. Каблучки здатні не тільки надавати допомогу, — вони також можуть містити у собі таємну небезпечну силу. Так, у «Персні Нібелунга» йдеться про каблучку, яка дарує своєму господареві владу над усім світом, незчисленні багатства, проте приносить біду та смерть йому самому, та його близьким.

## Ритуальні каблучки
Папський перстень
Папський перстень відомий під назвою «перстень рибалки», оскільки на ньому зображено святого Петра під час риболовлі. Каблучку надівають папі у момент його обрання, і оскільки вона є іменною, після того, як Папа лишає свою посаду, каблучку знищують. Кардинал у момент його обрання отримує від папи каблучку з яхонтом, на внутрішньому боці котрої витиснений герб цього Папи. Єпископ теж носить каблучку з коштовним каменем, відмінним від яхонту. Абати та абатиси також можуть носити дуже просту каблучку з коштовним каменем. Простий перстень, що являє собою звичайне металеве кільце або кільце з хрестом, дозволяється носити і черниці, — вона символізує її шлюб із Христом. Крім того, перстень, що має назву літургійного, використовується і під час богослужінь. Зазвичай такий перстень прикрашений великим каменем і має розмір, що дозволяє надягнути його на палець у рукавичці. Також у християнстві, двоє поєднаних між собою кілець або двоє кілець, розташованих один над одним, є символічним зображенням неба та землі. Троє зв'язаних докупи кілець означають Святу Трійцю.
Чарівні персні
Чарівні персні-талісмани нерідко є атрибутами казок та легенд. Героєві казки вручають чарівну каблучку, і коли той надягає її на палець, вона робить його невидимим (подібно до каблучки Гіга в Платона) та здійснює його бажання. В історичні часи, каблучка слугувала символом влади. Це знак належності до певного кола, символ особливого статусу. Господаря каблучки можна розглядати як велителя власного всесвіту, котрий він носить з собою. Тому вона завжди була незмінним атрибутом чарівників, жерців та королів. Відомо, що у царя Соломона був магічний перстень, за допомогою якого він міг повелівати янголами, демонами, усіма стихіями та духами природи.

## Інші значення
Каблучка — плетене або залізне кільце у верхній частині ярма, у яке простромлялося війя.